# جيك زيميك
جيك زيميك (بالإنجليزية: Jake Zemke)‏ مواليد 15 ديسمبر 1975 في سان فرانسيسكو، هو متسابق دراجات نارية أمريكي. نافس في بطولة العالم للسوبربايك.